# Lucas Piton
Lucas Piton Crivellaro (Jundiaí, 9 de outubro de 2000) é um futebolista ítalo-brasileiro que atua como lateral-esquerdo. Atualmente joga no Vasco da Gama.

## Carreira

### Corinthians
Piton iniciou sua carreira pelo Corinthians em 2017, no futsal. Logo em sua primeira temporada foi campeão do Mundial de Clubes de Futsal Sub–18, e por conta das boas atuações, acabou sendo convocado pela Seleção Brasileira de Futsal. Em dezembro de 2018, foi integrado ao elenco do Sub-20 de futebol para disputar a Copa São Paulo de Futebol Júnior.

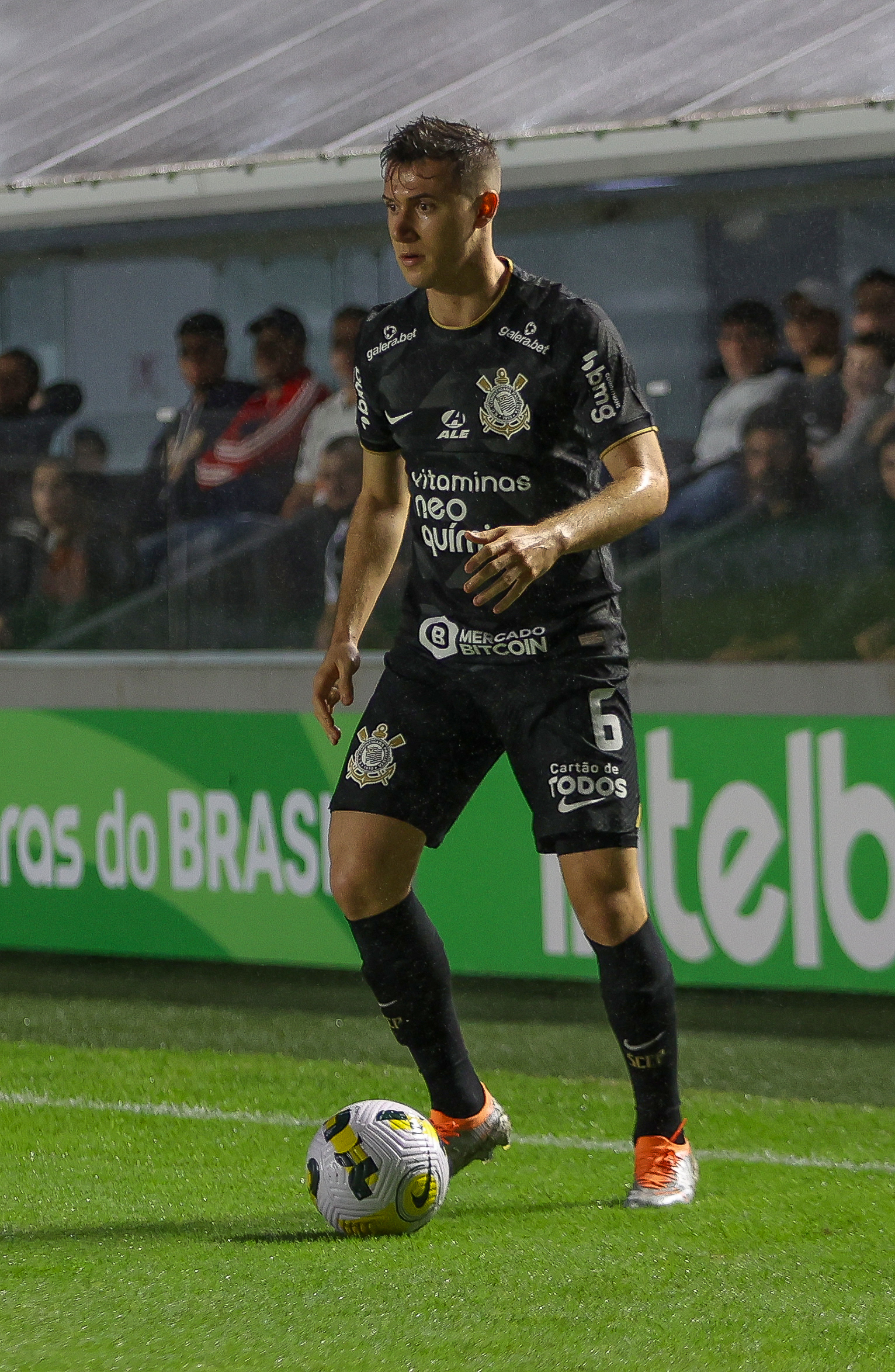
Piton atuando pelo Corinthians em 2022

Realizou sua estreia pelo time profissional do Corinthians no dia 8 de dezembro de 2019, contra o Fluminense. O lateral-esquerdo chegou a dar uma assistência para o gol de Gustavo Mosquito, mas o Timão acabou sendo derrotado por 2–1, em partida válida pelo Campeonato Brasileiro.
Sua estadia no time da Neo Química Arena foi longeva, mas com certa irregularidade. Após debutar em 2019, o jogador conseguiu participar de 20 jogos na temporada seguinte somente no Brasileirão. Contudo, foi na reta final desse mesmo Campeonato que o atleta passou a perder seu espaço para o experiente Fábio Santos.
No ano seguinte, porém, o jogador perdeu ainda mais seu lugar entre os 11 titulares. Apesar de ter feito seu primeiro gol numa cobrança de falta, em uma vitória por 2–0 sobre o Santos na Vila Belmiro, válida pelo Campeonato Paulista, Piton não conseguiu ter a mesma sequência de outrora, estando a sombra de Fábio Santos durante tal temporada. O jovem havia feito apenas sete partidas no Campeonato Brasileiro e 21 jogos somado todas as competições.
Em 2022, por conta da aposentadoria de Fábio estar próxima,  os jogadores alternaram sua presença na lateral-esquerda do Corinthians durante toda aquela temporada. No mesmo ano, Lucas bateu seu recorde de partidas pelo clube: 52. No Brasileirão, marcou um gol em 28 partidas, tendo sido um atleta muito utilizado durante o ano até sua lesão na reta final da competição. Ainda que tenha tido uma boa sequência, suas atuações não tinham o total apoio da torcida.
Em dezembro de 2022, após entrar em negociações com o Vasco da Gama, o jogador ficou de fora de um treino do Timão. Já no dia 28 de dezembro, o Corinthians confirmou a venda do lateral para o clube carioca, por cerca de 3 milhões de euros (cerca de 16,6 milhões de reais).

### Vasco da Gama

#### 2023
Foi anunciado pelo Vasco da Gama no dia 28 de dezembro, com o Cruzmaltino comprando 60% dos diretos do jogador por cerca de 3 milhões de euros. Lucas assinou um contrato válido por quatro temporadas com o clube carioca.
Estreou pelo Vasco no dia 17 de de janeiro, numa derrota por 3–0 para o River Plate, em amistoso realizado em Orlando. No entanto, sua estreia em um jogo oficial ocorreu no dia 25 de janeiro, pelo Campeonato Carioca, na vitória por 2–0 contra a Portuguesa, em que Piton deu uma assistência para o primeiro gol, marcado pelo meia Nenê. O lateral ainda foi eleito o craque do jogo pela transmissão televisiva da partida.
Marcou seu primeiro gol pelo clube no dia 2 de fevereiro, na goleada por 5–0 sobre o Resende, válida pelo Campeonato Carioca.
O atleta foi peça fundamental na permanência do clube na Série A do Brasileirão, sendo o lateral com o maior percentual de cruzamentos certos e passes decisivos na competição e o líder de assistências da equipe na temporada. No ano, Piton foi o jogador de linha que mais tempo ficou em campo pelo Campeonato Brasileiro.

#### 2024
Para temporada de 2024, Lucas Piton foi um dos responsáveis por conversar com João Victor para incentivá-lo a chegar no time carioca. Ambos eram amigos e jogaram juntos na base e no profissional do Corinthians. Com a vinda do zagueiro, João tornou-se a segunda contratação mais cara da história do clube.
Lucas marcou seu primeiro gol na temporada durante a 9ª rodada do Campeonato Carioca. Na partida contra o Botafogo, o lateral-esquerdo foi o responsável por marcar o segundo gol do Cruzmaltino na virada do Vasco por 4–2, dedicando-o para sua esposa, que estava grávida do primeiro filho do casal. Ao final da competição, o Vasco foi eliminado nas semifinais diante o Nova Iguaçu. Por conta de seu grande desempenho, Piton foi o único representante do Vasco na Seleção do Campeonato Carioca em 2024.
Ainda nos jogos iniciais do ano, o jogador estava vivendo seu melhor momento na carreira. Lucas tivera grandes jogos em sequência nos primeiros meses de 2024 e começou a receber sondagens da Seleção Italiana. Por isso, o Vasco optou por renovar o contrato do jogador até dezembro de 2028.
Nessa mesma temporada, o atleta tornou-se novamente uma peça muito utilizada na lateral-esquerda vascaína e conseguiu chegar à marca de 100 partidas pelo time carioca na em novembro, pela 31ª rodada do Brasileirão. Nessa mesma competição, o defensor foi um dos grandes passadores do time e chegou a marca de cinco assistências – com muitas sendo cruzamentos para gols do artilheiro argentino Pablo Vegetti.
No seu percurso em todas as 52 partidas que fizera, o jogador também destacou-se com alguns tentos. Mesmo tendo feito apenas um no Campeonato Brasileiro, fizera três na Copa do Brasil, sempre sendo o último tento do Vasco em tais jogos. Na primeira oportunidade, contra o Água Santa, marcou de cabeça e estufou as redes dos paulistas após receber uma assistência de falta de Dimitri Payet; assim, levou a partida para as penalidades. Piton voltou a balançar as redes na fase seguinte, no dia 21 de maio, contra o Fortaleza, pouco antes do volante Hércules marcar e igualar o placar em 3–3. Por fim, foi o autor do único gol do time no jogo de volta das oitavas de final, contra o Atlético Goianiense. Tais importantes performances ajudaram diretamente o clube a chegar na semifinal — já que também fizera um cruzamento para um gol de Vegetti no jogo de volta das quartas de final —, mas lá foram eliminados para o Atlético Mineiro.
Lucas Piton estivera em momentos intensos do clube no Brasileirão, já que o clube brigava ativamente por vagas em competições sul-americanas em 2025. Mesmo tendo passado por quatro treinadores diferentes, o jogador foi frequentemente utilizado por todos e concluiu sua passagem na temporada na 37ª rodada, pois levou um terceiro amarelo e ficou de fora do jogo final. Contudo, nessa mesma partida, conseguiu despedir-se da temporada, e também de São Januário que viria a passar por uma reforma no ano seguinte, com mais uma assistência: um cruzamento para Philippe Coutinho que culminou em um chute de primeira do brasileiro, garantindo uma vitória por 2–0 contra o Galo. Assim, foram 52 partidas para o jogador, tendo feito seis gols e oito assistências.
Piton foi sondado fortemente por equipes de outros países ao longo da temporada, e o presidente do Vasco, Pedrinho, aceitaria vender o defensor somente mediante a uma boa proposta.

## Seleção Italiana
O jogador tirou sua cidadania italiana em agosto de 2021, tendo conseguido o passaporte por ser bisneto de italianos. Um ano depois, foi pré-convocado para a Seleção Italiana para um jogo da Liga das Nações, mas não chegou a estar na lista final de Roberto Mancini para defender a Azzurra.

## Estilo de jogo
Lucas Piton se destaca por ser um lateral com boa capacidade ofensiva, tendo também melhorado sua capacidade defensiva em 2023. Sua melhor capacidade é seu bom cruzamento, que o levou a ser líder de assistências em 2023 pelo Vasco, com sete passes para gol distribuídos pelo clube carioca.

## Vida pessoal
Em 26 de dezembro de 2023, Lucas casou-se com a noiva Paula Luise em São Paulo. O primeiro filho do casal, Matteo, nasceu no dia 20 de setembro de 2024.

## Estatísticas
Abaixo estão listados todos os jogos, gols e assistências do futebolista por clubes.
| Clube             | Temporada         | Campeonato nacional | Campeonato nacional | Campeonato nacional | Copa nacional[a] | Copa nacional[a] | Copa nacional[a] | Competições continentais[b] | Competições continentais[b] | Competições continentais[b] | Outros torneios[c] | Outros torneios[c] | Outros torneios[c] | Total | Total | Total   |
| Clube             | Temporada         | Jogos               | Gols                | Assist.             | Jogos            | Gols             | Assist.          | Jogos                       | Gols                        | Assist.                     | Jogos              | Gols               | Assist.            | Jogos | Gols  | Assist. |
| ----------------- | ----------------- | ------------------- | ------------------- | ------------------- | ---------------- | ---------------- | ---------------- | --------------------------- | --------------------------- | --------------------------- | ------------------ | ------------------ | ------------------ | ----- | ----- | ------- |
| Corinthians       | 2019              | 1                   | 0                   | 1                   | —                | —                | —                | —                           | —                           | —                           | —                  | —                  | —                  | 1     | 0     | 1       |
| Corinthians       | 2020              | 20                  | 0                   | 3                   | 2                | 0                | 0                | 2                           | 0                           | 0                           | 9                  | 0                  | 0                  | 33    | 0     | 3       |
| Corinthians       | 2021              | 7                   | 0                   | 1                   | 3                | 0                | 0                | 3                           | 0                           | 1                           | 9                  | 1                  | 1                  | 22    | 1     | 3       |
| Corinthians       | 2022              | 28                  | 1                   | 3                   | 7                | 0                | 1                | 8                           | 0                           | 0                           | 9                  | 0                  | 0                  | 52    | 1     | 4       |
| Corinthians       | Total             | 56                  | 1                   | 8                   | 12               | 0                | 1                | 13                          | 0                           | 1                           | 27                 | 1                  | 1                  | 108   | 2     | 11      |
| Vasco da Gama     | 2023              | 0                   | 0                   | 0                   | 0                | 0                | 0                | 0                           | 0                           | 0                           | 5                  | 1                  | 1                  | 5     | 1     | 1       |
| Vasco da Gama     | Total             | 0                   | 0                   | 0                   | 0                | 0                | 0                | 0                           | 0                           | 0                           | 5                  | 1                  | 1                  | 5     | 1     | 1       |
| Total na carreira | Total na carreira | 56                  | 1                   | 8                   | 12               | 0                | 1                | 13                          | 0                           | 1                           | 28                 | 2                  | 2                  | 109   | 3     | 12      |

- a. ^ Jogos da Copa do Brasil
- b. ^ Jogos da Copa Libertadores e Copa Sul-Americana
- c. ^ Jogos do Campeonato Paulista, Campeonato Carioca e amistosos

## Títulos
Vasco da Gama
- Troféu Serie Río de La Plata: 2024 (Pablo Guiñazú / Juan Ahuntchain)[52][53]

### Prêmios individuais
- Seleção do Campeonato Carioca: 2024[54]